# Joel Kinnaman
Charles Joel Nordström Kinnaman, más conocido como Joel Kinnaman (Estocolmo, 25 de noviembre de 1979), es un actor sueco-estadounidense de cine y televisión. Kinnaman se dio a conocer por interpretar el papel principal en la película sueca Easy Money y por su papel de Frank Wagner en la serie de televisión Johan Falk, un papel por el que fue nominado al Premio Guldbagge en la categoría de mejor actor secundario. Del 2011 al 2014 protagonizó la serie de la AMC y Netflix The Killing en el papel del detective Stephen Holder.

## Biografía
Kinnaman nació en Estocolmo (Suecia). Su madre, Bitte, es sueca, y su padre, Steve Kinnaman (originalmente David Kinnaman), es estadounidense, pero abandonó los Estados Unidos durante la Guerra de Vietnam. Tiene una hermana, Sandra Kinnaman, y cuatro medias hermanas: la actriz sueca Melinda Kinnaman, Leyla Belle Drake y Amelia Drake. Kinnaman tiene tanto la ciudadanía sueca, como la estadounidense, también en parte de ascendencia judía.
Durante su infancia, Kinnaman aprendió dos idiomas mientras "hablaba inglés con mi papá y sueco con mi mamá". Kinnaman pasó un año en Del Valle (Texas), como estudiante de intercambio en la escuela secundaria. Después de la secundaria, decidió viajar por el mundo. Para financiar los viajes, trabajó en varios trabajos: como trabajador en una fábrica de cerveza y barrendero en Noruega, y como gerente de un bar en los Alpes franceses. Luego, Kinnaman viajó de cuatro a cinco meses a la vez durante un período de dos años en el sudeste asiático y América del Sur.
Salió con la actriz estadounidense Olivia Munn, pero la relación terminó. En 2016 se casó con la tatuadora Cleo Wattenström en el 2018 se separó. A principios de 2019, Kinnaman estuvo saliendo con la modelo australiano-sueca Kelly Gale. En enero de 2021 se comprometió públicamente a través de Instagram con ella.

## Carrera
Comenzó su carrera como actor en 2002. En el 2009 se dio a conocer con la película I skuggan av värmen y su éxito continuó con un papel en seis películas de la serie Johan Falk. A continuación, formó parte del reparto de la película Easy Money (2010), que lo dio a conocer en Suecia y en el resto del mundo. Buscando ampliar su carrera como actor, Kinnaman contrató a un agente en los Estados Unidos, el mismo agente que representa a Johnny Depp.
En la primavera de 2010, se anunció que haría su debut internacional con el thriller The Darkest Hour, que comenzó a filmar en Moscú en junio de 2010 y fue estrenado en diciembre de 2011. A partir de abril de 2011, Kinnaman tiene un papel estelar como el detective Stephen Holder en la serie de televisión The Killing.
Kinnaman fue uno de los aspirantes a los papeles principales en Thor y Mad Max 4. Declaró al periódico Östran: "Estuve muy cerca que me dieran el papel principal en Mad Max 4. La elección estaba entre mí y otros dos. El que consiguió el papel fue Tom Hardy, que encarna el papel principal en la película Bronson. El director estaba muy satisfecho con mi rendimiento, pero era necesario que diera la impresión de alguien mayor". En cuanto a Thor, dice que "querían a alguien con un toque escandinavo. Al final quedamos sólo cinco candidatos. Lamentablemente no pude volar a los Estados Unidos y hacer las pruebas con Natalie Portman porque interfería con la filmación de Easy Money". A pesar de que Kinnaman admite que desea trabajar y ser reconocido en los Estados Unidos, dice: "De ninguna manera creo que tenga que aceptar un papel sólo porque sea en los Estados Unidos. Estoy buscando algo interesante; todavía soy joven en mi arte, y tengo que atreverme a hacer cosas, incluso cuando hay riesgo de fracaso". En el 2012 participó en la película Safe House, protagonizada por Denzel Washington y Ryan Reynolds.
En 2014 protagonizó la nueva versión de RoboCop, interpretando el papel principal de Alex James Murphy/Robocop.
En 2016 fue uno de los miembros principales del elenco de la película Escuadrón suicida, en el papel de Rick Flag. También formó parte del elenco de la exitosa serie House of Cards, en el papel del gobernador Will Conway e hizo de protagonista en Altered Carbon, serie de Netflix de 2018.
En mayo de 2017 se anunció que se había unido al elenco de la película Three Seconds (finalmente estrenada como The Informer en 2019). En 2019 también protagonizó la serie Hanna junto a su compañera de The Killing, Mireille Enos. Asimismo, estrenó la serie Para toda la humanidad en Apple TV+. En 2020 protagonizó la película Los secretos que guardamos junto a Noomi Rapace. En enero de 2021 está previsto el estreno de Hermanos de sangre junto a Matthias Schoenaerts. En febrero la segunda temporada de Para toda la humanidad. Y para el 6 de agosto está previsto el estreno de la nueva película del Escuadrón Suicida, dirigida por James Gunn, en la que repite el papel de Rick Flag.

## Filmografía
| Año       | Título                                      | Papel                  | Notas                                                       |
| --------- | ------------------------------------------- | ---------------------- | ----------------------------------------------------------- |
| 2002      | Den osynlige                                | Kalle                  | Nominado Premios Guldbagge Categoría Mejor Actor Secundario |
| 2003      | Hannah med H                                | Andreas                |                                                             |
| 2005      | Storm                                       | The Bartender          |                                                             |
| 2005      | Tjenare kungen                              | Dickan                 | Nominado Premios Guldbagge Categoría Mejor Actor Secundario |
| 2006      | Vinnarskallar                               | Gurra                  | Nominado Premios Guldbagge Categoría Mejor Actor            |
| 2007      | Arn - Tempelriddaren                        | Sverker Karlsson       |                                                             |
| 2008      | Andra Avenyn                                | Gustav                 | Serie de televisión sueca                                   |
| 2008      | Arn - Riket vid vägens slut                 | Sverker Karlsson       |                                                             |
| 2009      | I skuggan av värmen                         | Erik                   |                                                             |
| 2009      | 183 dagar                                   | Byron                  | Nominado Premios Guldbagge Categoría Mejor Actor Secundario |
| 2009      | Johan Falk - Gruppen för särskilda insatser | Frank Wagner           | Nominado Premios Guldbagge Categoría Mejor Actor Secundario |
| 2009      | Simon & Malou                               | Stefan                 | Nominado Premios Guldbagge Categoría Mejor Actor Secundario |
| 2009      | Johan Falk: Vapenbröder                     | Frank Wagner           |                                                             |
| 2009      | Johan Falk: National Target                 | Frank Wagner           |                                                             |
| 2009      | Johan Falk: Leo Gaut                        | Frank Wagner           |                                                             |
| 2009      | Johan Falk: Operation Näktergal             | Frank Wagner           |                                                             |
| 2009      | Johan Falk: De fredlösa                     | Frank Wagner           |                                                             |
| 2010      | Easy Money                                  | Johan "JW" Westlund    |                                                             |
| 2011—2014 | The Killing                                 | Stephen Holder         | Serie de televisión estadounidense                          |
| 2011      | The Darkest Hour                            | Skyler                 |                                                             |
| 2011      | The Girl with the Dragon Tattoo             | Christer Malm          |                                                             |
| 2012      | Safe House                                  | Keller                 |                                                             |
| 2012      | Lola Versus                                 | Luke                   |                                                             |
| 2012      | Easy Money II                               | Johan "JW" Westlund    |                                                             |
| 2012      | Johan Falk: Spelets regler                  | Frank Wagner           |                                                             |
| 2012      | Johan Falk: De 107 patrioterna              | Frank Wagner           |                                                             |
| 2012      | Johan Falk: Alla råns moder                 | Frank Wagner           |                                                             |
| 2012      | Johan Falk: Organizatsija Karayan           | Frank Wagner           |                                                             |
| 2012      | Johan Falk: Barninfiltratören               | Frank Wagner           |                                                             |
| 2013      | Johan Falk: Kodnamn: Lisa                   | Frank Wagner           |                                                             |
| 2013      | Snabba Cash - Livet Deluxe                  | Johan "JW" Westlund    | (Easy Money III)                                            |
| 2014      | RoboCop                                     | Alex Murphy / RoboCop  |                                                             |
| 2015      | Child 44                                    | Wasilij Nikitin        |                                                             |
| 2015      | Una Noche Para Sobrevivir                   | Mike Conlon            |                                                             |
| 2016      | Escuadrón suicida                           | Rick Flag              |                                                             |
| 2016      | Edge of Winter                              | Elliot Baker           |                                                             |
| 2016—2017 | House of Cards                              | Gobernador Will Conway | 15 episodios                                                |
| 2018      | Altered Carbon                              | Takeshi Kovacs         | 10 episodios                                                |
| 2019      | Hanna                                       | Erik Heller            | 8 episodios                                                 |
| 2019      | The Informer                                | Pete Koslow            |                                                             |
| 2019      | Para toda la humanidad                      | Ed Baldwin             | 10 episodios                                                |
| 2020      | The Sound of Philadelphia                   |                        |                                                             |
| 2020      | The Secrets We Keep                         |                        |                                                             |
| 2021      | El Escuadrón Suicida                        | Rick Flag              |                                                             |
| 2023      | Silent Night                                | Godluck                |                                                             |
| 2024      | Silent Hour                                 | Frank Shaw             |                                                             |